# Wiaczesław Kuriennoj
Wiaczesław Grigorjewicz Kuriennoj (ros. Вячеслав Григорьевич Куренной ; ur. 10 grudnia 1932 w Moskwie, zm. 23 grudnia 1992 tamże) – radziecki piłkarz wodny, medalista olimpijski.
Brał udział w dwóch igrzyskach (IO 56, IO 60). W 1956 reprezentanci ZSRR zajęli trzecie miejsce, cztery lata później byli drudzy. Był brązowym medalistą mistrzostw Europy w 1958.